# Baarschot (Hilvarenbeek)
Baarschot (Brabants: Baorschot) is een buurtschap  in de gemeente Hilvarenbeek, in de Nederlandse provincie Noord-Brabant. Baarschot heeft in tegenstelling tot vele andere gehuchten en buurtschappen wel een bebouwde kom. Net als andere plaatsen met een bebouwde kom is ook Baarschot voorzien van de standaard blauwe plaatsnaamborden.

## Bezienswaardigheden
- Mariagrot aan de Baarschotsestraat uit 1945. Deze grot is gebouwd uit dankbaarheid voor het feit dat in Baarschot geen slachtoffers ten gevolge van de Tweede Wereldoorlog gevallen zijn. Ze is vervaardigd van zwerfkeien uit het nabijgelegen Landgoed de Utrecht.
- Enkele langgevelboerderijen uit de 18e eeuw.
- In de Brouwerij is een historisch pand uit 1717, waarin vroeger een brouwerij was gevestigd. Een overwelfde kelder en een katrol zijn nog uit die tijd aanwezig. Vanaf omstreeks 1850 werd hier Het Wit Kruis gebrouwen. In 1949 stopte de brouwerij haar productie. Vanaf 1982 is het een horecagelegenheid.

## Economie
Hoewel Baarschot vanouds een agrarische gemeenschap is, vormt toerisme en horeca tegenwoordig eveneens een belangrijk bestaansmiddel. Er zijn twee vakantieparken, een groot kampeerterrein en een groepsaccommodatie. Baarschot had van 1990 tot 1995 een paardentram die dagjesmensen van de kampeerterreinen rondreed door de gemeente.

## Natuur en landschap
De Reusel stroomt vlak langs Baarschot. Langs dit riviertje zijn nog enkele broekbossen te vinden. Ten zuiden van Baarschot ligt de buurtschap Heieind in een heideontginningsgebied.
Het Moleneind voert naar de plaats aan de Reusel waar vroeger een watermolen heeft gestaan, die de Achterste Molen heette. Deze wordt al in de 15e eeuw vermeld, maar is in de 19e eeuw in verval geraakt. De Voorste Molen bevond zich te Diessen.